# 北京传统农具与近现代农业机械展示中心
北京传统农具与近现代农业机械展示中心，位于北京市顺义区顺密路东侧，是潮白河旅游带的组成部分之一。

## 简介
北京传统农具与近现代农业机械展示中心是一家收藏并展览农机具的博物馆，收集展示300多件农机具。该中心收藏的中国传统农机具有：绞棍、肚底、搭腰、套包子、粪叉、二齿、耠子、土坯模子、大耙、盖叉子等等。该中心收藏的现代农机具有：翻草机9台、割草机7台、青贮机3台、打捆机12台、小麦收割机13台，以及锥形脱粒机等等。这些农机具全可正常使用。
1950年代末，包括顺义在内的中国农业开始走向机械化。1958年以前，顺义就有了自苏联和捷克斯洛伐克进口的拖拉机，起初为链轨式，后又有胶轮式。《顺义农机志》记载，1959年中华人民共和国国庆10周年，顺义农民开着刚引进的国产“铁牛40”拖拉机，参加了国庆天安门广场游行。1970年代后，顺义流行小手扶拖拉机。后来，马力大的拖拉机开始流行，例如天津和美国德尔公司合资生产的拖拉机。
1970年代初，顺义自己生产锥形脱粒机，因没有正规的农机加工厂，加工设备落后，所以产品性能不稳定。1970年代后期，顺义引进了安全性能很好的佳木斯生产的“丰收1100”脱粒机，能同步完成麦粒、麦壳、麦尖的清选。1980年代中后期，顺义开始使用联合收割机，一次完成收割、脱粒、清选。